# Други петогодишњи план у Југославији
Други петогодишњи план у Југославији је био главни план развоја народне привреде у периоду од 1957. до 1961. године. Економисти који су сазнали да током првог плана није дошло до великог успеха, назвали су ову „петољетку“ „перспективним планом“.
Није ишао у истом правцу као први петогодишњи план него је био општији и мање конкретан (кад се упореди са првим петогодишњим планом, који имао неколико десетина хиљада страница). Тај план је био више флексибилан и омогућавао је бројне промене. Савезна комисија није правила предлоге како ће изгледати инвестиције, него су то радиле фабрике. Оне су, пре него што је други петогодишњи план почео, добиле нова права и могле су да боље одлучују шта ће бити са њиховим новцем. За време добрих жетава, југословенска привреда расла је таквом брзином, која није била забележена никада раније. Комунистичка власт је говорила о „југословенском привредном чуду“.
После другог петогодишњег плана објављен је и трећи. У складу са њим је кренула економска реформа, чији је резултат био раст цена и инфлације. Због тога је током маја 1962. напуштен.